# هروبي إلى الحرية (كتاب)
هروبي إلى الحرية أو أوراق السجن أحد كتب الرئيس البوسني السابق علي عزت بيغوفيتش، كتبه أيام دخوله السجن من عام 1983 إلى 1988 .

## الكتاب
تناول الكاتب في كتابه هروبي إلى الحرية ما حل به في الفترة التي كان يقبع فيها في سجن فوتشا في الفترة ما بين (1983 - 1988)، وما تعرض له في عهد جوزيف بروز تيتو، حيث مكث في سجنه أعوام طويلة، وكان فيها يخلد إلى أفكاره ويناجي خواطره ويسجلها في ظروف صعبة، ثم جمعها في كتابه هروبي إلى الحرية، الذي يعبر فيه عن طموحاته وآماله بطريقة لا تدخل في عمق الأحداث الجارية، ويفصح فيها عن تطلعات شعب البوشناق المسلم وشعوب البوسنة الأخرى، جمع علي عزت في كتابه خلاصة الخلاصات لكل ما يجب التفكير فيه أو يستحيل أن يفكر فيه، يتضمن الكتاب حشد كبير من الأفكار والتأملات والاعتقادات في موضوعات منفصلة، تحدث عن أن الأدب هو الحرية، وعن الحياة والناس والحرية، وعن الدين والأخلاق، ويبدي ملاحظات سياسية، وعن نظرية الطريق الثالث التي يضيفها المؤلف إلى كتابه الإسلام بين الشرق والغرب، وعن بعض الحقائق حول الشيوعية والنازية التي لا يجوز نسيانها، وعن ملاحظات هامة في التيارات الإسلامية والمسلمين، ويلحق بالكتاب رسائل وصلت إليه من أولاده في أثناء سجنه تمثل هروبه العاطفي وظروفه وأسرته وحريته اللامحدودة وهو في السجن، يقول بيغوفيتش في كتابه عن خواطره في السجن:
| هروبي إلى الحرية (كتاب) | كانت تلك الأيام ينتظرني فيها ما يقارب ثلاثة عشر عاماً من السجن، وعندما كان الموت هو الأمل الوحيد أخفيت هذا الأمل بداخلي. مثل سر كبير لا يعرفه أحد غيري ولا يستطيعون هم تجريدي منه فإن هروبي العاطفي كان في تلك الرسائل لست متأكداً بأن أولادي يعرفون أو انهم سيعرفون يوماً ما ماذا عنت تلك الرسائل بالنسبة لي، كنت أشعر في اللحظات التي أقرأها فيها، إنني لست إنسانا حراً وحسب، وإنما إنسانا أهداه الله كل خيرات هذه الدنيا. | هروبي إلى الحرية (كتاب) |

## من الكتاب
حوى الكتاب على كثير من المقولات والعبارات التي هي عبارة عن نتاج فكري وحس فلسفي:
- شهد العالم تحولاً فريداً، العالم الذي كان ثنائي القطب لفترة طويلة أصبح أحادي القطب، وطوال ما يقارب الألفي يوم، جاءت هذه الأوراق تعليقاً على أحداث مصيرية من إنسان كان ممنوعاً من المشاركة بها، ولكنه امتلك وقتاً كافياً لمتابعتها، وإصدار أحكامه الصحيحة أو الخاطئة عليها.
- عندما تكون في السجن تكون لك أمنية واحدة: الحرية، وعندما تمرض في السجن لا تفكر بالحرية، وإنما بالصحة. الصحة إذاً تسبق الحرية «. وقال أيضا» عندما كنت في السجن وفي لحظات الاكتئاب التي تحيط بالإنسان في مثل هذه الأوضاع كنت أشعر بأن حالتي تسوء عندما أتغذى جيدا، والجوع يساعدني دائما أفضل من أي هدية تأتيني من البيت لأن الفراغ في الروح وامتلاء المعدة هي من أسوأ الاختلاطات.
- ليسامحني الله إذا أخطأت، ولكنني أقدر المسيحي الجيد أكثر من المسلم السيئ. ولا أستطيع أن أدافع عن شئ فقط لأنه يخص المسلمين وأن أتجاهل شيئاً حسناً فقط، لأنه يخص الآخرين.
- أنتم شكاكون فيصعب عليكم الإيمان، ولكنكم تبحثون عن الله. تمعنوا في الوردة وفكروا فيها، أليست هي من آيات الله وأثر عابر من الجنة على الأرض.
- الاختلافات الحقيقية بين الناس والمجتمعات والأنظمة السياسية ليست في الغايات، وإنما في الوسائل، ولذلك لا تسألوا كثيراً عن الغايات، لأن الغايات المعلنة ستكون دوماً رفيعة وحسنة، اسألوا عن الوسائل، أو تأملوا بها فهذا لا يخدع أبداً.
- دخل الشعوب التاريخ أغنياء في الأخلاق وفقراء ماديا، وعندما تخرج من التاريخ، فإن الوضع عادة يكون معكوسا.

## وصلات خارجية
- قرائة الكتاب